# Jaych al-Mouhajirine wal-Ansar
Jaych al-Mouhajirine wal-Ansar arabe : جيش المهاجرين والأنصار), ou Armée des émigrants et des partisans, initialement connu sous le nom de Katibat al-Mouhajirine (« Le Bataillon des Émigrants »), était un groupe armé  djihadiste, actif de 2013 à 2015 lors de la guerre civile syrienne.

## Logos et drapeaux

Logo de Jaych al-Mouhajirine wal-Ansar en 2013.
Logo de Jaych al-Mouhajirine wal-Ansar en 2014.
Logo de Jaych al-Mouhajirine wal-Ansar en 2015.
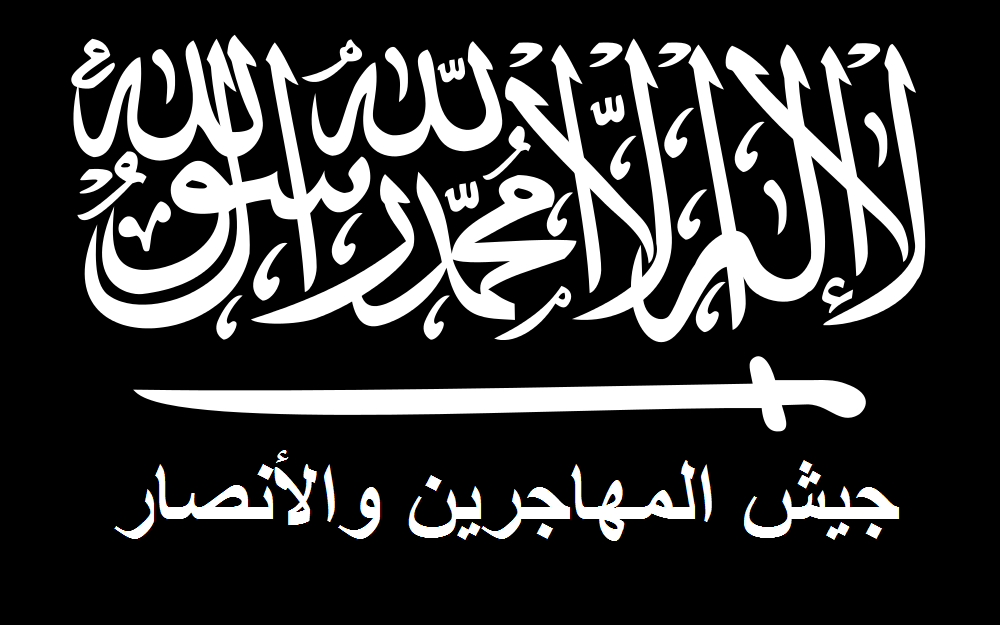
Drapeau de Jaych al-Mouhajirine wal-Ansar.

## Fondation
Jaych al-Mouhajirine wal-Ansar est fondé en mars 2013 par la fusion de trois groupes : la Katiba al-Khattab, la Katiba Jaych al-Mohammad et la Katiba al-Mouhajirine.

## Organisation et commandement
Jaych al-Mouhajirine wal-Ansar compte quelques Syriens dans ses rangs, mais est principalement composé de combattants étrangers : des Tchétchènes, des Ouzbeks, des Tadjiks ainsi que d'autres personnes étrangères russophones,,. C'est également le groupe qui intègre initialement la majorité des djihadistes français. 
Le mouvement est initialement commandé par Abou Omar al-Chichani, ancien militaire de l'armée géorgienne, mais ce dernier annonce en septembre 2013 son allégeance à l'État islamique en Irak et au Levant ; il quitte alors Jaych al-Mouhajirine wal-Ansar, qui demeure indépendant, mais est suivi par la majorité des combattants du groupe,. Le commandement passe ensuite à Salaheddine al-Chichani, mais ce dernier est écarté pour avoir refusé d'affronter l'État islamique. Il est remplacé par Abou Ibrahim al-Khorassani.

## Affiliation
Le 25 juillet 2014, Jaych al-Mouhajirine wal-Ansar s'allie avec trois autres groupes djihadistes — le Harakat Cham al-Islam, le Harakat Fajr al-Cham al-Islamiyya et le Bataillon Vert — pour former le Front Ansar Dine. Quelques mois plus tard le Bataillon Vert prête allégeance à Jaych al-Mouhajirine wal-Ansar.

## Dissolution
Le 23 septembre 2015, le groupe cesse d'exister et ses derniers combattants prêtent allégeance au Front al-Nosra,.

## Désignation comme organisation terroriste
Jaych al-Mouhajirine wal-Ansar est classé terroriste par les États-Unis et le Canada,.